# مارسل گیسلر
مارسل گیسلر ((به آلمانی: Marcel Gisler)؛ زادهٔ ۱۸ مارس ۱۹۶۰) کارگردان و فیلمنامه‌نویس سوییسی است.

## زندگی
مارسل گیزلر در کانتون سنت گالن بزرگ شد. از سال ۱۹۸۱ در برلین زندگی می‌کند. او تئاتر و فلسفه را در دانشگاه آزاد برلین خواند. در آن زمان گروه فیلم «سینما کپی» را هم تأسیس کرد.
مارسل گیسلر همچنین مدرس آکادمی فیلم و تلویزیون آلمانی در برلین و عضو آکادمی فیلم اروپا اروپا است.

## فیلم
به عنوان نویسنده / کارگردان
- سارقان روز (۱۹۸۵)[۳]
- شب‌های بی خوابی (۱۹۸)[۴]
- ساعت کبود (۱۹۹۳)
- فوگی حرام‌زاده است (۱۹۹۸)
- رزی (۲۰۱۳)
- الکتروبوی (۲۰۱۴)
- ماریو (۲۰۱۸)

## جوایز
- لوکارنو: پلنگ نقره ای (Pardo d'Argento) برای سارقان روز (۱۹۸۵)
- لوکارنو: پلنگ برنز برای شب‌های بی‌خوابی (۱۹۸۸)
- جایزه Max Ophüls برای ساعت کبود (۱۹۹۳)
- جایزه فیلم سوئیس برای فوگی حرام‌زاده است (۱۹۹۸)
- جایزه فیلم زوریخ برای رزی (۲۰۱۳)
- جایزه فیلم زوریخ برای الکتروبوی (2014)[۵]
- جایزه فیلم سوئیس برای الکتروبوی: بهترین مستند (۲۰۱۵)[۶]
- جشنواره بین‌المللی فیلم مستند مونیخ: جایزه مخاطبان برای الکتروبوی (۲۰۱۵)[۷]